# Zooropa
Zooropa ist das achte Studioalbum der irischen Rockband U2. Es wurde am 6. Juli 1993 vom Label Island Records veröffentlicht. Die Produzenten waren Brian Eno, Flood und der U2-Gitarrist The Edge. Ursprünglich als EP geplant, wurde das Album während der Zoo TV Tour aufgenommen und als komplette LP veröffentlicht. Der Name des Albums ist ein Kofferwort, welches aus den Teilen Zoo-TV und Europa gebildet wurde.

## Titelliste
1. Zooropa (6:31)
2. Babyface (4:01)
3. Numb (4:20)
4. Lemon (6:58)
5. Stay (Faraway, So Close!) (4:58)
6. Daddy’s Gonna Pay for Your Crashed Car (5:20)
7. Some Days Are Better Than Others (4:17)
8. The First Time (3:45)
9. Dirty Day (5:24)
10. The Wanderer (featuring Johnny Cash) (5:41)

## Hintergrund
Im Liedtext zum Song Zooropa kommt am Anfang der bekannte Audi-Werbeslogan „Vorsprung durch Technik“ vor. Es gibt drei Songs, die unvollendet blieben und auf einem anderen Album beziehungsweise nur als Single veröffentlicht wurden. Zum einen ist dies Hold Me, Thrill Me, Kiss Me, Kill Me, welches von U2 als Soundtrack für den Spielfilm Batman Forever beigesteuert wurde. Es findet sich nur auf der Kompilation The Best of 1990–2000. Die Titel Wake Up Dead Man und If You Wear That Velvet Dress sind auf dem Nachfolgealbum Pop zu hören.
Man kann die Titel dieser drei Songs auf dem Cover von Zooropa erkennen, wo Fragmente der Titel zu lesen sind („Wake up de“, „Et Dress“, „Iss me Kill M“).
Als Singles wurden Lemon und Stay (Faraway, So Close!) vom Album ausgekoppelt. Der Song Stay (Faraway, So Close!) ist ebenfalls auf dem Soundtrack zum Wim-Wenders-Film In weiter Ferne, so nah! zu hören. Numb wurde als Videosingle herausgebracht.
Da viele Songs während der ZooTV Tour aufgenommen wurden, fehlt ihnen, laut Sänger Bono, der letzte Feinschliff. Dies war möglicherweise einer der Gründe, warum Zooropa nach Achtung Baby hinter den Verkaufserwartungen zurückblieb. Die Songs Numb, Stay (Faraway, So Close!) und The First Time tauchen auch auf der Zusammenstellung The Best of U2 1990–2000 auf. Der Song Numb weist leichte Veränderungen gegenüber der Originalversion auf.

## Kommerzieller Erfolg

### Chartplatzierungen
| ChartsChartplatzierungen       | Höchstplatzierung | Wochen |
| ------------------------------ | ----------------- | ------ |
| Deutschland (GfK)              | 1 (22 Wo.)        | 22     |
| Irland (IRMA)                  | 35 (10 Wo.)       | 10     |
| Österreich (Ö3)                | 1 (18 Wo.)        | 18     |
| Schweiz (IFPI)                 | 1 (14 Wo.)        | 14     |
| Vereinigte Staaten (Billboard) | 1 (40 Wo.)        | 40     |
| Vereinigtes Königreich (OCC)   | 1 (34 Wo.)        | 34     |

| ChartsJahrescharts (1993) | Platzierung |
| ------------------------- | ----------- |
| Deutschland (GfK)         | 32          |
| Österreich (Ö3)           | 9           |
| Schweiz (IFPI)            | 36          |

### Auszeichnungen für Musikverkäufe
| Land/Region                  | Auszeichnungen für Musikverkäufe (Land/Region, Auszeichnung, Verkäufe) | Verkäufe  |
| ---------------------------- | ---------------------------------------------------------------------- | --------- |
| Argentinien (CAPIF)          | Platin                                                                 | 60.000    |
| Australien (ARIA)            | 3× Platin                                                              | 210.000   |
| Brasilien (PMB)              | Gold                                                                   | 100.000   |
| Deutschland (BVMI)           | Gold                                                                   | 250.000   |
| Frankreich (SNEP)            | Platin                                                                 | 300.000   |
| Japan (RIAJ)                 | Gold                                                                   | 100.000   |
| Kanada (MC)                  | 4× Platin                                                              | 400.000   |
| Neuseeland (RMNZ)            | 4× Platin                                                              | 60.000    |
| Norwegen (IFPI)              | Gold                                                                   | 25.000    |
| Österreich (IFPI)            | Gold                                                                   | 25.000    |
| Schweden (IFPI)              | Gold                                                                   | 50.000    |
| Spanien (Promusicae)         | Platin                                                                 | 100.000   |
| Vereinigte Staaten (RIAA)    | 2× Platin                                                              | 2.000.000 |
| Vereinigtes Königreich (BPI) | Platin                                                                 | 300.000   |
| Insgesamt                    | 6× Gold · 17× Platin ·                                                 | 3.980.000 |

Hauptartikel: U2 (Band)/Auszeichnungen für Musikverkäufe

## Live
Viele der Album-Songs wurden auf der Zoo TV Tour live gespielt mit Ausnahme von Some Days Are Better Than Others und The Wanderer. Lemon und Daddy's Gonna Pay For Your Crashed Car wurden von Bono gesungen, während er als eigens kreierte Phantasie-Figur MacPhisto auftrat. Ebenfalls wurde Numb gespielt, welches als einer der wenigen Songs von dem Gitarristen The Edge gesungen wird. Dieser spielt dabei Gitarre und wird von Larry Mullen, Jr. auf dem Schlagzeug begleitet. Zooropa und Babyface wurden nach kurzer Zeit wieder aus der Setlist genommen, weil sie nach Ansicht der Band live nicht vernünftig klingen. The First Time wurde mehrmals auf der Vertigo-Tour in den Jahren 2005 und 2006 gespielt.
Der amerikanische Fernsehsender CBS zeichnete unter dem Titel „I Walk The Line: A Night For Johnny Cash“ ein Tribute-Konzert auf, bei dem sich unter anderem Sheryl Crow, Foo Fighters, Shooter Jennings & Jessi Colter, Norah Jones, Kid Rock, Alison Krauss, Kris Kristofferson, Jerry Lee Lewis, Martina McBride, Brad Paisley und Dwight Yoakam beteiligen. U2 zeichneten ihren Beitrag vor einem Konzert im Staples Center in Los Angeles auf. Erstmals live spielten U2 dabei den Titel The Wanderer. Während Bono den Text singt, liefert The Edge dazu im Hintergrund einen hohen Falsettgesang. CBS sendete das TV-Special am 16. November 2005.
Some Days Are Better Than Others wurde bisher noch nicht live gespielt.

## Auszeichnungen
- 1994: Grammy Award for Best Alternative Music Album